# Головний конструктор (фільм)
«Головний конструктор» (рос. «Главный конструктор») — радянський двосерійний художній телефільм 1980 року режисера Володимира Семакова. Створений за мотивами повісті Якова Рєзніка «Створення броні» і реальних подій, пов'язаних зі створенням танка Т-34 на Харківському паровозобудівному заводі. Прем'єра телефільму відбулася 5 жовтня 1980 року на першій програмі ЦТ.

## Сюжет
Зима 1940 року, йде Фінська війна. До початку Німецько-радянської війни залишалося 16 місяців. Країна гостро потребувала в сучасному і надійному озброєнні, оскільки бойові машини, що були на той момент на озброєнні в СРСР, вже давно безнадійно застаріли.
На одному з ленінградських військових заводів начальником конструкторського бюро недавно призначили молодого конструктора Михайла Кошкіна, який раніше працював директором кондитерського комбінату. Прийнявши КБ, йому передали всі напрацювання непридатного проєкту середнього танка старого конструктора Семен Семеновича. Під час випробувань танк в'язне в болоті. Всю відповідальність за провал Кошкін перед головою комісії, заступником наркома Рагозіна, бере на себе. Під час важкої розмови про конфлікт з колишнім головним конструктором Семеном Семеновичем, той йому чесно говорить «у мене немає права на помилку, а у тебе є». Але у Кошкіна є свій проєкт середнього танка, який він і втілює, перейшовши на Південний завод.
Були створені дві демонстраційні машини, але з заявки на показ нових танків в Кремлі їх викреслює замнаркома Рагозін, згадуючи першу зустріч з Кошкіним в болоті. Одночасно Рагозін надсилає на три місяці на завод досвідченого танкіста, який воював в Іспанії, майора Гайового з наказом «все перевіряти».
Щоб довести досконалість свого танка Т-34, Кошкін приймає рішення взимку йти 1500 км своїм ходом до Москви, переконуючи в цьому директора заводу і потайки від Гаєвого. При цьому в Москві Т-34 підтримує заступник голови Наркомату озброєнь. Два танки Т-34 і гусеничний тягач «технічка» йдуть по бездоріжжю.
Отримавши доповідь, Рагозін наказує Гайовому перехопити танки й повернути їх на завод, одночасно викликаючи в Москву з документацією директора заводу і начальника виробництва. На півдорозі Гайовий все ж таки перехоплює танки на залізничному переїзді, але після переговорів дозволяє разом з ним йти далі, але тільки до першого ламання. Незабаром помічники Кошкіна звинувачуючи Гайового в нерішучісті в прийнятті самостійних рішень і він не витримує — сідає за важелі танка і починає перевіряти його на зимовому полі. Влетівши в яр, Гайовий ламає фрикціон і отримує травму голови, але захоплюється новою машиною. Колона йде далі, Кошкін застудився і ледве тримається на ногах, в результаті чого Гайовий приймає рішення вести колону сам.
17 березня колона прибуває в Москву і Рагозін відправляє один Т-34 на випробувальний полігон для перевірки броні танка. Всі гарматні снаряди рикошетять і Рагозін захоплено дякує Кошкіну. Наступного дня танк показують в Кремлі Сталіну і затверджують.
Весна. На зворотному шляху Кошкін, щоб добрати відсутні до заводських випробувань 3000 км, пропонує команді йти назад до Харкова по весняному бездоріжжю своїм ходом…

## У ролях
- Борис Невзоров — Кошкін Михайло Ілліч, головний конструктор
- Юрій Каюров — Рагозін Григорій Іванович, заступник наркома
- Микола Пеньков — Гайовий Павло Іванович, майор
- Валентина Паніна — Галина Юріївна, дружина Степаря, лікар
- Володимир Гусєв — Степарь Антон Павлович, начальник виробництва
- Олексій Криченков — Бітов Жора, військпред
- Борис Борисов — директор заводу Іван
- Олександр Пороховщиков — Мальцев Олександр Миколайович, нарком машинобудування
- Володимир Суворов — дядько Гриша
- Надія Озерова —  Маринка, інженер
- Олександр Карін —  Шура
- Іван Дмитрієв —  Семен Семенович, старий головний конструктор
- Ніна Федорова —  дружина Михайла Кошкіна
- Ія Шаблакова —  подруга Галини
- Юрій Воробйов —  Інокентій Синицін, інженер
- Галина Лапіна —  Дуняша
- Наталія Ланцова —  чергова на переїзді
- Микола Бадьєв —  провідник
- Євген Меньшов —  Володя, ад'ютант Рагозіна
- Василь Скворцов — епізод

## Знімальна група
- Режисер — Володимир Семаков
- Сценарист — Анатолій Галієв
- Оператор — Сергій Гаврилов
- Композитор — Ігор Єфремов